# Summerville, South Carolina
Summerville är en stad i Berkeley,  Charleston och Dorchester i delstaten South Carolina, USA med 42 000 invånare (2007).